# André Geraldes
André Geraldes de Barros (* 2. Mai 1991 in Maia) ist ein portugiesischer Fußballspieler.

## Karriere
Geraldes begann mit dem Vereinsfußball in der Jugend von FC Maia und spielte hier bis zum Sommer 2004. Bereits vorher fiel er den Talentscouts des FC Porto auf. So wechselte er 2004 in die Jugend des Vereins. Bereits nach einem Jahr verließ er Porto wieder und kehrte in die Jugend von FC Maia zurück. Hier wurde er im Jahr 2009 in die Profimannschaft berufen und war für diese eine Spielzeit lang tätig. 2010 verließ er den Verein und spielte jeweils eine Spielzeit für die Klubs GD Chaves und Desportivo Aves.
Zur Saison 2012/13 übernahm der portugiesische Trainer Carlos Carvalhal den türkischen Erstligisten Istanbul Büyükşehir Belediyespor und holte als eine seiner ersten Amtshandlungen Geraldes zu seinem neuen Verein. Im Januar 2014 verließ er die Istanbuler nach gegenseitigem Einvernehmen und wurde anschließend für die Rückrunde zu Belenenses Lissabon ausgeliehen.
In der Sommerpause 2014 wechselte er von Istanbul BB zu Sporting Lissabon und unterschrieb dort für fünf Jahre.
In dieser Zeit wurde Geraldes an die Vereine Belenenses Lissabon (2015–16, 2017–18), Vitoria Setubal (2016–17), Sporting Gijon (2018–19) und Maccabi Tel Aviv (2019–20) verliehen. 2020 spielte er 9 Spiele für APOEL Nikosia, ehe er 2021 für 2 Saisonen zu Maccabi Tel Aviv wechselte. Derzeit ist Geraldes bei Casa Pia AC unter Vertrag. In der portugiesischen Liga war er bei den 34 Spieltagen 29 mal im Kader, stand lediglich 5 mal in der Startelf und wurde 11 mal eingewechselt.